# Kljukwennoje (Kaliningrad)
Kljukwennoje (russisch Клюквенное, deutsch Klycken) ist ein Ort in der russischen Oblast Kaliningrad. Er gehört zur kommunalen Selbstverwaltungseinheit Stadtkreis Selenogradsk im Rajon Selenogradsk.

## Geographische Lage
Kljukwennoje liegt am Kreuzungspunkt der beiden Nebenstraßen von Lesnoje (Warnicken) nach Schatrowo (Weidehnen) bzw. von Salskoje (Sankt Lorenz) nach Krasnotorowka (Heiligenkreutz) und ist 30 Kilometer von der Oblasthauptstadt Kaliningrad (Königsberg) entfernt. Eine Bahnanbindung besteht nicht.

## Geschichte
Das bis 1946 Klycken genannte Gutsdorf wurde im Jahre 1591 gegründet. Im Jahre 1874 wurde der Ort in den neu errichteten Amtsbezirk Sankt Lorenz (heute russisch: Salskoje) eingegliedert, der zum Landkreis Fischhausen, von 1939 bis 1945 zum Landkreis Samland im Regierungsbezirk Königsberg der preußischen Provinz Ostpreußen gehörte. In Klycken waren im Jahre 1910 78 Einwohner registriert.
Am 30. September 1928 verlor Klycken seine Eigenständigkeit und wurde mit dem Nachbarort Plinken (russisch: Lessenkowo) in die Landgemeinde Kraam (Gratschowka) eingemeindet.
Infolge des Zweiten Weltkrieges kam Klycken 1945 mit dem nördlichen Ostpreußen zur Sowjetunion. Der Ort erhielt im Jahr 1947 wieder eigenständig die russische Bezeichnung Kljukwennoje und wurde gleichzeitig dem Dorfsowjet Schatrowski selski Sowet im Rajon Primorsk zugeordnet. Von 2005 bis 2015 gehörte Kljukwennoje zur Landgemeinde Krasnotorowskoje selskoje posselenije und seither zum Stadtkreis Selenogradsk.

## Kirche
Mit seinen meistenteils evangelischen Einwohnern war Klycken vor 1945 in das Kirchspiel der Pfarrkirche in Heiligenkreutz (heute russisch: Krasnotorowka) eingegliedert. Er gehörte zum Kirchenkreis Fischhausen (Primorsk) innerhalb der Kirchenprovinz Ostpreußen der Kirche der Altpreußischen Union. Heute liegt Kljukwennoje im Einzugsbereich der neu entstandenen evangelisch-lutherischen Auferstehungskirche in Kaliningrad (Königsberg) in der Propstei Kaliningrad der Evangelisch-lutherischen Kirche Europäisches Russland.